# Ајуми Оја
Ајуми Оја (јап. 大矢 歩; 8. новембар 1994) јапанска је фудбалерка.

## Репрезентација
За репрезентацију Јапана дебитовала је 2017. године. За тај тим одиграла је 9 утакмица.

## Статистика
| Јапан  | Јапан | Јапан |
| Год.   | Ута.  | Гол.  |
| ------ | ----- | ----- |
| 2017   | 8     | 0     |
| 2018   | 1     | 0     |
| Укупно | 9     | 0     |